# Aztreonam
Aztreonam, được bán dưới tên thương mại là Azactam cùng với một số các tên khác, là một kháng sinh được sử dụng chủ yếu để điều trị nhiễm trùng do vi khuẩn Gram âm như Pseudomonas aeruginosa. Một số các bệnh có thể dùng kháng sinh này như nhiễm trùng xương, viêm nội mạc tử cung, nhiễm trùng trong ổ bụng, viêm phổi, nhiễm trùng đường tiết niệu và nhiễm trùng huyết. Chúng có thể được đưa vào cơ thể bằng cách tiêm vào tĩnh mạch hoặc cơ hoặc hít vào dưới dạng sương.
Các tác dụng phụ thường gặp nếu dùng theo cách tiêm bao gồm đau tại chỗ tiêm, nôn và phát ban. Các tác dụng phụ thường gặp khi hít phải bao gồm thở khò khè, ho và nôn. Tác dụng phụ nghiêm trọng hơn có thể có như nhiễm trùng Clostridium difficile và các phản ứng dị ứng bao gồm sốc phản vệ. Những người có tiền sử dị ứng với các β-lactam khác có tỷ lệ dị ứng thấp với aztreonam. Sử dụng trong thai kỳ có vẻ là an toàn. Aztreonam thuộc họ thuốc monobactam. Aztreonam thường tiêu diệt vi khuẩn bằng cách ngăn chặn khả năng tạo thành tế bào của bọn chúng.
Aztreonam đã được chấp thuận cho sử dụng y tế tại Hoa Kỳ vào năm 1986. Nó nằm trong danh sách các thuốc thiết yếu của Tổ chức Y tế Thế giới, tức là nhóm các loại thuốc hiệu quả và an toàn nhất cần thiết trong một hệ thống y tế. Chúng có sẵn dưới dạng thuốc gốc. Nếu dùng theo dạng tiêm thì chi phí là khoảng 28,20 £ mỗi ngày ở Anh, còn dạng hít có chi phí khoảng 2.182,00 £ cho một đợt điều trị. Thuốc này là một phiên bản hóa học có tinh chỉnh từ một hóa chất từ vi khuẩn Chromobacterium violaceum.